# Izbod
Izbod es un pueblo ubicado en el municipio de Breza, en el cantón de Zenica-Doboj, Bosnia y Herzegovina.

## Superficie
Cuenta con una superficie de 1,16 km².

## Demografía
Hasta 2013 la población era de 382 habitantes, con una densidad de población de 329,8 hab/km².
| Gráfica de evolución demográfica de Izbod entre 1961 y 2013                        |
|                                                                                    |
| Datos según Population statistics of Eastern Europe & former USSR y Statistika.ba. |